# Bitva u Gorlice
Bitva u Gorlice (2. května 1915) byla bitva, v níž německá a rakousko-uherská armáda prolomily frontu s Ruskem. Bitvy se účastnili Češi v řadách rakousko-uherské armády, ale též Češi v ruské armádě, kteří žili před válkou v Rusku - starodružiníci.
Počátkem roku 1915 již padly veškeré naděje vojáků, že válka bude mít krátkého trvání. Německé a rakousko-uherské velení se snažilo tváří v tvář této zhoršené situaci vyřadit Rusko jediným mocným úderem. Na severu Karpat v prostoru Gorlice byla díky posílení německými vojsky vytvořena převaha nad Rusy a 1. května 1915 začala mohutná dělostřelecká příprava. Na některých úsecích fronty ještě téhož dne vyrazila do útoku pěchota. 2. května došlo k hlavnímu útoku, kterého se např. účastnil i 21. čáslavský pěší pluk. Ruské pozice byly prolomeny.
7. května dosáhli vojáci druhého ruského obranného pásma na řece Wisloce. Ruské velení se rozhodlo ke stažení vojsk za řeky San a Dněstr. Rakousko-uherská a německá vojska dosahovala úspěch za úspěchem a postoupila v roce 1915 téměř o 500 km na východ. Tím ovšem Rusko z boje nevyřadila a 1. světová válka pokračovala na východní frontě i nadále.